# 底层水
底层水是海洋最低处的高密度水层，温度、盐度和含氧量与上层水有明显的区别。南太平洋、南印度洋、南大西洋和北大西洋一部分的底层水多是南半球冬季在南极洲附近形成的。南极洲大陆架上，特别是威德尔海和罗斯海的海水部分结冰，残留的海水盐度为 34.62 %，温度为 -1.9 摄氏度。盐水因密度高而下沉（每立方厘米 1.02789 克）。下沉时与其他水混合，继而沿海底向北流，南极底层水在大西洋穿过赤道，在大班克附近还可以观察到。北冰洋因被地形阻障而隔离，在作为来源方面比较次要。白令海槛阻止底层水流入太平洋，格陵兰和不列颠群岛之间的海岭和浅滩阻止它进入大西洋。底层水是底栖生物唯一的氧源。深海海底动物稀少，呼吸耗氧很少。底层水离水源越远，氧浓度越小。底层水的流速极小，每秒1至2厘米。只有在海盘西缘，流速据计算为每秒10厘米。